# ناحیه اری، شهرستان بکر، مینه سوتا
ناحیه اری (به انگلیسی: Erie Township) یک منطقهٔ مسکونی در ایالات متحده آمریکا است که در شهرستان بکر، مینه‌سوتا واقع شده‌است.
 ناحیه اری ۹۴٫۱ کیلومتر مربع مساحت و ۱٬۶۴۲ نفر جمعیت دارد و ۴۵۶ متر بالاتر از سطح دریا واقع شده‌است.